# Істборн Боро
ФК «Істборн Боро» (англ. Eastbourne Borough Football Club) — англійський футбольний клуб з міста Істборн, заснований у 1964 році. Виступає в Національній лізі Півдня. Домашні матчі приймає на стадіоні «Пріорі Лейн», потужністю 4 151 глядач.